# Брайнин, Владимир Ефимович
Владимир Ефимович Брайнин (4 ноября 1951, Москва) — российский художник. Член-корреспондент Российской академии художеств. Живёт и работает в Москве.

## Биография
- Родился 4 ноября 1951 года в Москве.
- В 1968 году окончил детскую художественную школу Краснопресненского района Москвы.
- В 1968-70 гг. работал художником-декоратором в Московском академическом театре имени Владимира Маяковского.
- В 1968-73 гг. учился живописи в студии Е. А. Додонова.
- С 1971 по 1976 год учился в Московском полиграфическом институте (отделение художественно-технического оформления печатной продукции).
- С 1976 года член Объединения молодых художников и искусствоведов МОСХ РСФСР.
- В 1980-е — 1990-е — художественный руководитель межрегиональных и международных творческих групп в доме творчества «Сенеж».
- С 1983 года член Союза художников СССР (Московский Союз художников).
- С 2001 — член-корреспондент Российской академии художеств.

Брайнин пишет с натуры Москву. Индивидуальный стиль Брайнина сложился из сочетания традиций примитивизма, композиционных приемов старой фотографии и виртуозного владения кистью. Его картины философские, с элементами сюрреализма, однако это окружающий художника мир, насыщенный романтическим отношением к действительности. Живопись элитная, рафинированная, живопись для живописцев.

## Работы находятся в собраниях
- Государственная Третьяковская галерея, Москва.
- Государственный Русский музей, Санкт-Петербург.
- Музей ART4, Москва.
- Екатеринбургский музей изобразительных искусств, Екатеринбург.
- Калининградская художественная галерея, Калининград.
- Херсонский художественный музей им. Шовкуненко, Херсон.
- Музей изобразительных искусств, Нижний Тагил.
- Николаевский художественный музей, Николаев.
- Тульский музей изобразительных искусств, Тула.
- Курганский областной художественный музей, Курган.
- Ярославский художественный музей, Ярославль.
- Ludwig Museum, Кёльн, Германия.
- Дрезденская картинная галерея, Дрезден, Германия.
- Бюро современного искусства, Варшава, Польша.

## Персональные выставки
- 2022 - «Феномен льва». Арт-квартал "Хохловка", Москва.
- 2009 — Галерея Полины Лобачевской, Москва.
- 2006 — «Владимир Брайнин. Диалог с собой». Новый Манеж, Москва.
- 2005 — «Улицы». Галерея Кино, Москва.
- 2004 — Галерея мастеров, Москва.
- 2002 — «Владимир Брайнин. Картины». Новый Манеж, Москва. «Владимир Брайнин. Картины». Саратовский государственный художественный музей им. А. Н. Радищева.
- 1998 — «Пейзаж. Счастливый конец» (Ирина Старженецкая, Екатерина Корнилова, Владимир Брайнин). ЦВЗ «Манеж», Москва.
- 1997 — Галерея Фонда «Русская культурная инициатива», Женева, Швейцария.
- 1996 — Художественная галерея «Нескучный сад», Москва.
- 1995 — Галерея «Юнион», Москва.
- 1992 — Программа «Дуэты» (совместно с В. Кошляковым). «Доминус», МАРХИ, Москва.
- 1991 — Выставочный зал СХ СССР (Тверская, 25), Москва.
- 1988 — «Владимир Брайнин» (совм. с Л. Барановым). Дом скульптора, Москва.
- 1984 — «Владимир Брайнин» (совм. с Г. Кичигиным). Выставочный зал МОСХ на ул. Жолтовского, Москва.
- 1978 — Однодневная выставка. Дом художника на Кузнецком мосту, Москва.

## Награды
- Знак отличия «За достижения в культуре» (2004)[1].
- Лауреат премии города Москвы в области литературы и искусства (2002).
- Медаль Биеннале стран Балтийского моря в Ростоке.

## Семья
- Отец — Брайнин Ефим Израилевич, актер, переводчик.
- Мать — Шевелева Ася Ильинична, педагог, библиотекарь.
- Сын — Брайнин Кирилл Владимирович (род. 3 апреля 1979), журналист, комментатор в Дирекции Информационных Программ на Первом канале.

## Ученики
- Додонов, Игорь Андреевич